# Anri Kawamura
Anri Kawamura (Japans: 川村 あんり, Kawamura Anri) (Tokio, 15 oktober 2004) is een Japanse freestyleskiester. Ze vertegenwoordigde haar vaderland op de Olympische Winterspelen 2022 in Peking.

## Carrière
Bij haar wereldbekerdebuut, in december 2019 in Ruka, stond Kawamura direct op het podium. Op de wereldkampioenschappen freestyleskiën 2021 in Almaty eindigde de Japanse als twintigste op het onderdeel moguls. Op 11 december 2021 boekte ze in Idre Fjäll haar eerste wereldbekerzege. Tijdens de Olympische Winterspelen van 2022 eindigde Kawamura als vijfde op het onderdeel moguls. 

## Resultaten

### Olympische Winterspelen
| Jaar | Plaats | Resultaten |
| ---- | ------ | ---------- |
| 2022 | Peking | 5e Moguls  |

### Wereldkampioenschappen
| Jaar | Plaats | Resultaten |
| ---- | ------ | ---------- |
| 2021 | Almaty | 20e Moguls |

### Wereldbeker
Eindklasseringen
| Seizoen   | Algm  | MO     | DM     |
| --------- | ----- | ------ | ------ |
| 2019/2020 | 26e   | 7e     | 7e     |
| 2020/2021 | –     | Zilver | Zilver |
| 2021/2022 | Brons | Zilver | 12e    |

Wereldbekerzeges
| Datum            | Plaats      | Onderdeel   |
| ---------------- | ----------- | ----------- |
| 11 december 2021 | Idre Fjäll  | Moguls      |
| 7 januari 2022   | Tremblant   | Moguls      |
| 14 januari 2022  | Deer Valley | Moguls      |
| 17 december 2022 | Alpe d'Huez | Dual Moguls |